# François Gros
François Gros (París, 24 de abril de 1925-18 de febrero de 2022) fue un biólogo francés. Uno de los pioneros de la bioquímica celular en Francia, fue uno de los codescubridores del ARN mensajero. Dedicó su carrera investigadora y docente al estudio de los genes y su papel en la regulación de las funciones celulares.

## Biografía
Fue profesor honorario del Collège de France, miembro del Instituto de Francia y director del Instituto Pasteur (1976-1982). También trabajó como asesor de los Primeros Ministros Pierre Mauroy y Laurent Fabius (1981-1985); fue en particular el iniciador del primer gran simposio nacional dedicado a la investigación científica en el período de posguerra, que inspiró la Ley de Orientación Científica (1983).
Integró la Academia de Ciencias de Francia, primero como corresponsal en 1977 y dos años después como miembro. Ejerció la labor de Secretario Permanente de aquella institución entre 1991 y 2000. Además, fue miembro de la Academia Europæa y de la Academia Estadounidense de las Artes y las Ciencias, y miembro asociado de la Real Academia de Bélgica y de la Academia de Atenas.
Entre los reconocimientos que recibió se encuentran el de Gran Oficial de la Legión de Honor y la Gran Cruz de la Orden Nacional del Mérito.